# Офросимов, Михаил Николаевич
Михаи́л Никола́евич Офро́симов (1840 — после 1896) — юрист, прокурор области Войска Донского, композитор.

## Биография
Родился 1 февраля 1840 года в усадьбе Борки (Ливенский уезд Орловской губернии; ныне Тербунский район Липецкой области) в большой семье отставного капитана, ливенского землевладельца. У Николая Николаевича Офросимова и его жены Марии Александровны было девять детей; Михаил был третьим ребёнком. На заседании Орловского дворянского собрания 13 августа 1857 года было удовлетворено ходатайство отца о выдаче Михаилу документов на потомственное дворянство.
Окончил Курскую гимназию, затем юридический факультет Императорского Московского университета. В декабре 1864 года начал службу в чине коллежского секретаря, с марта 1865 года он уже был чиновником по особым поручениям воронежского губернатора, а с июня 1866 года — мировым посредником в Житомирском уезде Волынской губернии, затем — товарищем прокурора Житомирского суда.
С февраля 1871 года он был товарищем прокурора Воронежского окружного суда, а с января 1873 года — прокурором области Войска Донского.
В 1878—1880 годах служил в Санкт-Петербурге в 3-м департаменте Сената. С детства он увлекался музыкой: играл на фортепиано, хорошо пел, сочинял музыкальные произведения. Жизнь в Санкт-Петербурге и общение с известными музыкантами дали ему возможность совершенствовать исполнительское мастерство и развивать композиторские способности; он занялся сочинением романс.
В январе 1881 года дворянами Щигровского уезда Курской губернии он был избран почётным мировым судьёй, до 1887 года был уездным предводителем дворянства. В Щиграх он возглавлял местное Дворянское городское собрание.
М. Н. Офросимовым написано более 40 романсов на стихи русских и зарубежных поэтов: А. В. Кольцова, А. А. Фета, А. К. Толстого, А. С. Пушкина, Ф. И. Тютчева, А. Н. Майкова, Генриха Гейне, Фридриха Шиллера и других. Многие из его романсов — «Сирени», «Я не люблю тебя», «Где твое личико смуглое?», «Где вы, дни мои?», «Был старый король», «Песнь рыбака», «В минуту печали», «Я тебе ничего не скажу», «Еще томлюсь тоской желаний», «Желание непробудного сна», «Твой голос для меня и ласковый и томный», «Когда она вошла в небесные селенья», «За кормою струйки вьются» — исполняются до сих пор.
В 1884 году вместе с П. А. Щуровским (жена которого Вера Ивановна была двоюродной сестрой Офросимова) и Н. И. Богдановой стал учредителем и руководителем музыкального кружка в Курске.
В 1896 году неожиданно уехал в Варшаву, где также организовал музыкальный кружок и продолжал заниматься сочинением романсов.
Умер, предположительно, в 1912 году.